# Morgan Parra
Morgan Parra (ur. 15 listopada 1988 w Metzu) – francuski rugbysta, występujący na pozycji łącznika młyna lub łącznika ataku. Reprezentant kraju, dwukrotny uczestnik pucharu świata, wieloletni zawodnik ASM Clermont Auvergne.
Debiutował jako zmiennik w drużynie narodowej 3 lutego 2008 podczas Pucharu Sześciu Narodów w meczu ze Szkocją na Murrayfield, wygranym przez Francję 27:6. Swój pierwszy występ w pierwszym składzie zaliczył 23 lutego 2008 w meczu z Anglią na Stade de France (Francja przegrała wówczas 13:24). W Pucharze Sześciu Narodów w 2010 poprowadził Francję do zwycięstwa w całym turnieju, zdobywając 61 punktów w 5 meczach. Powołany na Puchar Świata w Rugby 2011, gdzie z reprezentacją Francji zdobył srebrny medal.
Z zespołem Clermont Auvergne zdobył w 2010 mistrzostwo Francji.
Rozpoczął również karierę trenerską – trenuje lokalną drużynę Les Martres de Veyre szykując się do egzaminu FFR.